# Стюарт, Фиона
Фиона Стюарт (англ. Fiona Stewart, род. 15 мая 1966, Мельбурн) — австралийский юрист, социолог, писательница и бывший исполнительный директор группы сторонников эвтаназии Exit International (2004–2007). Она является автором книги «Убей меня мягко: добровольная эвтаназия и путь к мирным пилюлям» и соавтором «Справочника по мирным пилюлям» (электронная версия справочника). Стюарт является автором серии «Руководство по мирным пилюлям».

## Ранние годы и карьера
Фиона Стюарт родилась в 1966 году в Мельбурне, Австралия. Она получила образование в школе для девочек Лористон. Она получила степень бакалавра в Университете Монаша в 1987 году, затем диплом о высшем образовании в области государственной политики (Мельбурнский университет) в 1992 году, степень магистра политики и права (Университет Ла Троба) в 1994 году и степень доктора философии в науках о здоровье от Университета Ла Троба в 1998 году. В 2015 году окончила юридический факультет Университета Чарльза Дарвина. 
С 1997 по 1999 год Стюарт вела постдокторское исследование в Университете Дикина по изучению темы «Жизнь женщин: выбор, изменение и идентичность». Когда её контракт не был продлён, она начала писать для СМИ колонки мнений о поколении X и феминизме.
До работы с Ничке (англ. Nitschke) над электронным справочником The Peaceful Pill и Exit International Стюарт работала автором мнений в The Age, The Australian и других австралийских газетах и СМИ, а также в качестве консультанта по онлайн-обучению с профессором Дейлом Спендером.
В 2001 году Стюарт основала сайт жалоб потребителей Notgoodenough.org, где она активно продвигала точку зрения потребителей и критиковала крупные компании, такие как Telstra, национальный оператор связи.
Она активно участвовала в общественных дебатах в Австралии по различным текущим вопросам.

## Эвтаназия
Фиона познакомилась с активистом эвтаназии Филипом Ничке на Брисбенском фестивале идей в 2001 году во время дебатов Late Night Live «Нет такой вещи, как новая идея». Пара поженилась в Лас-Вегасе в 2009 году.
На выборах в Виктории 2014 года Фиона баллотировалась в Верхнюю палату от Партии добровольной эвтаназии.

## Книги
Стюарт является автором трёх книг:
- Internet Communication and Qualitative Research; Sage, 2000 (с д-ром Chris Mann)[15]
- Killing Me Softly: Voluntary Euthanasia and the road to the Peaceful Pill; Penguin, 2005
- The Peaceful Pill Handbook серия